# Canthon leechi
Canthon leechi là một loài bọ cánh cứng trong họ Bọ hung (Scarabaeidae).